# Placostromella macrospora
Placostromella macrospora är en svampart som beskrevs av Petr. 1947. Placostromella macrospora ingår i släktet Placostromella, klassen Dothideomycetes, divisionen sporsäcksvampar och riket svampar.   Inga underarter finns listade i Catalogue of Life.